# Soňa Červená
Soňa Červená (n. 9 septembrie 1925, Praga, Cehoslovacia – d. 7 mai 2023, Praga, Cehia) a fost o mezzosoprană cehă care a avut o carieră internațională activă încă din anii 1950. S-a bucurat de colaborări deosebit de îndelungate și fructuoase cu Opera din Frankfurt și Opera din San Francisco. A fost și pe lista de cântăreți a Teatrului Național din Praga.

## Biografie
Născută la Praga, Červená este fiica celebrului scriitor ceh Jiří Červený⁠(cs)[traduceți] și nepoata producătorului de instrumente din alamă Václav Červený. A studiat vocea cu Robert Rozner și Lydia Wegner-Salmowá în orașul său natal, înainte de a începe cariera interpretând cu un ansamblu de operetă la Praga. Și-a făcut debutul în opera profesională în 1954 la casa de operă din Brno, unde a rămas următorii trei ani.
Červená a avut un succes major la Teatrul Național din Praga cu rolul Octavian Rofrano în Cavalerul rozelor de Richard Strauss în 1957. Ea a jucat din nou acel rol în debutul său la Opera de Stat din Berlin în anul următor; devenind angajată între 1958-1961. După aceasta, a devenit artistă principală la Opern und Schauspielhaus Frankfurt, până la începutul anilor 1990. A cântat într-o mare varietate de spectacole, inclusiv la premiera operei Die Bergwerke zu Falun de Rudolf Wagner-Régeny de la Festivalul de la Salzburg, în 1961. De asemenea, a avut mai multe prezențe ca invitată la Deutsche Oper Berlin, Opera de Stat din Hamburg, Semperoper și Opera de Stat din Viena.
În 1962, Červená a debutat în Statele Unite la Opera din San Francisco în rolul principal, în Carmen de Georges Bizet. Ea a revenit aproape anual în această casă de operă până în 1971 în roluri precum Anna în Les Troyens, Azucena în Trubadurul, Berta în Bărbierul din Sevilla, Clairon în Capriccio de Richard Strauss, Contesa de Coigny în Andrea Chénier de Umberto Giordano, Contesa Geschwitz din Lulu, Prima ursitoare în Amurgul zeilor de Richard Wagner, Fricka în Aurul Rinului, Irodiada în Salomeea, Hanul din Boris Godunov de Modest Petrovici Musorgski, Marcellina în Nunta lui Figaro, Marchiza din Birkenfeld în Fiica regimentului, Marthe Schwertlein în Faust, Mistress Quickly în Falstaff, Mama în Louise, Mother Goose în The Rake's Progress, Prințul Orlofsky, Rossweisse în Die Walküre, Tisbe în La Cenerentola și Femeia în premiera americană a The Visitation de Gunther Schuller. După o absență de nouă ani, Červená s-a întors la San Francisco în 1980 pentru a o interpreta pe contesa Waldner în Arabella, Flora în La traviata, Mamma Lucia în Cavalleria Rusticana și Starenka Buryjovka în Jenůfa.
Červená a avut mai multe apariții la Festivalul de la Bayreuth, printre care Floßhilde în Inelul Nibelungilor (1960), Rossweisse (1966–67) și ca o sirenă în Parsifal (1962–63 și 1966–67). Ea a interpretat-o pe Clairon la Festivalul de operă Glyndebourne din 1963 și 1964. Cu Orchestra Simfonică din Londra, ea a apărut ca solistă într-o producție a operei Missa Solemnis de Ludwig van Beethoven. În 1971 a debutat la Opera Lirică din Chicago în rolul Irodiadei. În 1981 ea a cântat în premieră mondială opera lui Antonio Bibalo Fantomele la Opera din Kiel. În 1983, ea a portretizat cu succes pe Marfa Ignatevna Kabanova în Káťa Kabanová de Leoš Janáček la La Monnaie.
A portretizat rolul Emiliei Marty în opera lui Janáček Věc Makropulos (cu sensul de Afacerea Makropulos, bazată pe piesa lui Karel Čapek), operă regizată de Robert Wilson, la Teatrul Național din Praga, începând cu debutul producției în noiembrie 2010.

## Premii și moștenire
În 2004, Červená a primit premiul Thalia (în cehă: Ceny Thálie). 
Asteroidul 26897 Červená din centura de asteroizi a fost numit în onoarea sa. Acesta a fost descoperit la 5 august 1995 la Observatorul Ondřejov de către Lenka Šarounová.

## Legături externe
- Soňa Červená la Internet Movie Database

  Materiale media legate de Soňa Červená la Wikimedia Commons